# Тверски, Женя
Женя Тверски (урождённая Геня Гинцбург; 16 августа 1904, Барановичи — 9 апреля 1964, Иерусалим) — израильский политический деятель. Депутат кнессета 1-5 созывов.

## Биография
Родилась в Барановичах. Дочь Менахема Менделя и Нехамы Гинзбургов (дед по линии матери — Членов Звулон Шмуэлевич — торговец шерстью в Свислочи. Двоюродная сестра З. Шазара. До переезда в Эрец-Исраэль в 1923 изучала право в Варшавском университете. В 1932 окончила Институт социальных работников в Берлине.
Вместе с Генриеттой Сольд и Рахель Коэн-Каган была среди основоположников социальной работы в Эрец-Исраэль. Организовала первое в Эрец-Исраэль Бюро социальной помощи. В 1932—42 годах руководила социальной службой еврейской общины Хайфы, в 1942-48 — Иерусалима. В 1945 году отправилась в Европу для работы в лагерях еврейских беженцев, переживших Катастрофу. По возвращении в Эрец-Исраэль приняла руководство отделом социального обеспечения мэрии Хайфы. Член ЦК партии МАПАЙ, член Президиума Гистадрута. Депутат кнессета 1-5 созывов от партии МАПАЙ.
Была замужем за доктором Иосифом Тверским. Сын — психолог и экономист Амос Тверски.
Именем Жени Тверски названы улицы в Иерусалиме и Хайфе.